# Кларкс-Харбор
Кларкс-Харбор (англ. Clark’s Harbour) — город на острове Кейп-Сейбл на юго-западе Новой Шотландии, Канада, расположенный в муниципалитете округа Баррингтон округа Шелберн. Основной отраслью промышленности является ловля омаров. Благодаря этому, а также истории города как рыбацкого сообщества, город известен как место рождения рыболовецкого судна Cape Islander.
Это самый южный город провинции Новая Шотландия и, следовательно, один из самых южных городов Канады.

## Население
Согласно переписи населения 2021 года, проведенной Статистическим управлением Канады, население в Кларкс-Харбор составляло 725 человек, проживающих в 362 из 399 частных домов, а это меньше, чем в 2016 году, когда численность населения составляла 758 человек.
По итогам статистики в 2006 году для 98,84 % населения английский язык является родным, тогда как 1,16 % населения родным языком назвал французский.

## Климат
В городе морской климат (по классификации климата Кёппена), из-за чего здесь более тёплые зимы, чем на остальном материке. Город имеет значительное сезонное отставание: в сентябре самые теплые минимумы за весь год, а также более теплая погода в дневное время по сравнению с июлем.

## Экономика
Экономика Кларкс-Харбор и прилегающих к ней районов в значительной степени зависит от рыбной промышленности и, в частности, от сезонного промысла омаров. Округ Шелберн (в котором находится Кларкс-Харбор), как правило, считается столицей омаров Новой Шотландии. Рыболовство также привело к возникновению различных вторичных и третичных отраслей промышленности, таких как дальнейшая переработка и упаковка морепродуктов, а также судостроение. Омары, пойманные рыбаками из Кларк-Харбор, экспортируются по всему миру, но в первую очередь на рынок Новой Англии.
В городе также есть несколько других предприятий, в том числе универмаг, станция технического обслуживания, пиццерия и ресторан на вынос. Однако экономический эффект от этих предприятий, как правило, невелик по сравнению с рыболовством.

## Достопримечательности

### Библиотека

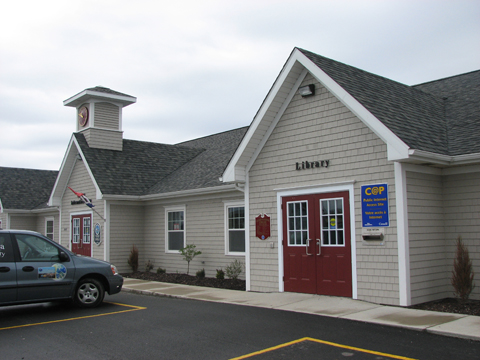
Библиотека в Клакс-Харборе

Расположенная по адресу 2648 Main Street в Clark’s Harbour, библиотека-филиал в Кларкс-Харборе является одним из 10 филиалов Региональной библиотеки Западных графств. Она присоединилась к Региональной библиотеке Западных графств в июле 1971 года, но у нее не было физического местоположения в Кларкс-Харбор до открытия первого филиала 4 марта 1974 года. Филиал был перенесен на свое нынешнее место в рамках Гражданского центра Кларкс-Харбор 11 декабря 2007 года.